# Syd Dernley
Syd Dernley (* 29. Dezember 1920; † 1. November 1994) war ein britischer Henker von 1949 bis 1954.

## Leben
Dernley war Schweißer von Beruf und bewarb sich bei der „Prison Commission“ um einen Platz auf der Liste der britischen Henker. Er wurde nach einer Ausbildung im Londoner Pentonville-Gefängnis 1949 akzeptiert und assistierte bei rund 20 Hinrichtungen. Bei einem überwiegenden Teil war er Assistent von Albert Pierrepoint.
1951 stellte Albert Pierrepoint mit ihm einen Rekord auf, als beide James Inglis innerhalb von nur sieben Sekunden vom Leben zum Tod beförderten.
1954 blieben die Einladungen zu Hinrichtungen plötzlich aus; aus bisher nicht geklärten Gründen war Dernley von der Liste gestrichen worden. Möglicherweise war Albert Pierrepoint der Auslöser dafür. Ungefähr im Zeitraum, in dem Dernley von der Liste gestrichen wurde, berichtet Pierrepoint über eine Hinrichtung, bei der ein Assistent beim Abnehmen eines Gehängten unpassende Bemerkungen über die Genitalien des Toten machte. Pierrepoint dazu in seinen Memoiren: „Ich sorgte sofort dafür, dass er nie mehr einen Job bekam...!“
Dernley selbst schildert in seinen Memoiren eine Begebenheit, bei der er eine solche Bemerkung gemacht habe, lässt jedoch durchblicken, dass er nicht Pierrepoint, sondern eher einen ungenannten weiteren Anwesenden für den „Denunzianten“ hält, und verweist im Übrigen darauf, dass er auch danach noch Aufforderungen für „Jobs“ bekommen habe, die lediglich wegen der Begnadigung dieser Todeskandidaten von ihm nicht wahrgenommen worden seien.
Einer anderen Erklärung nach soll Dernley wegen „Verbreitung pornographischen Materials“ zu sechs Monaten Haft verurteilt worden sein und deswegen seinen Platz auf der Liste verloren haben.